# Орхестра

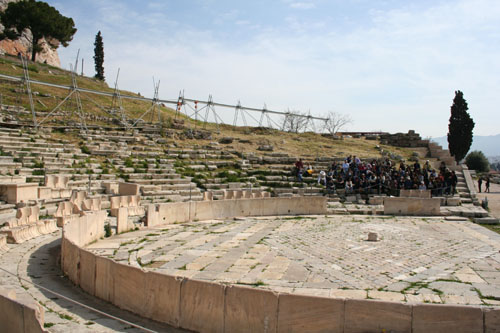
Орхестра Театра Диониса в Афинах. Первоначально была круглой, в римское время переоборудована для боёв гладиаторов в виде полукруга

Орхе́стра (др.-греч. ὀρχήστρα, от др.-греч. ὀρχέομαι — «танцевать») в античном театре — круглая (затем полукруглая) площадка для выступлений актёров, хора и отдельных музыкантов. Первоначальное и этимологическое значение — «место для плясок».
Первая круглая орхестра появилась у подножия афинского Акрополя. На ней выступали хоры — пели и танцевали дифирамбы в честь бога Диониса. Когда дифирамб трансформировался в трагедию, театр унаследовал орхестру как сценическую площадку для актёров и хора.
Во все времена существования античного театра в середине орхестры стояла фимела — круглый жертвенник в честь Диониса. На нём приносили жертву перед началом представления (обычно свинью). На ступенях фимелы стоял авлет.
Сзади орхестры на некотором расстоянии возводилась скена (сначала — палатка для переодевания, затем выполняла функции сценического задника). Орхестру полукругом огибали сиденья для зрителей, сначала деревянные, потом — каменные. Первый ряд — проэдрия — предназначался для наиболее почтенных афинских граждан и не отгораживался от орхестры.
В эллинистическое время актёры выступают на проскении (он же логейон) — специальной сценической площадке между орхестрой и скеной, а орхестра становится местом для хора и музыкантов. В эллинистическое время первый ряд отгораживается от орхестры особым бортиком и поднимается чуть выше. Скена позднегреческого театра соединяется с орхестрой по касательной. В римских театрах передняя линия скены пересекает орхестру по хорде, а ещё чаще — по диаметру; соответственно орхестра постепенно становится полукруглой.
В эпоху Возрождения с её преклонением перед античностью возводились театры, формы которых повторяли формы античных театров (архитекторы следовали описаниям преимущественно Витрувия). С течением времени псевдоантичная орхестра нового времени трансформировалась в оркестровую яму, а также дала название оркестру — коллективу музыкантов.